# Filip el Macedoni
Filip el Macedoni (en llatí Philippus Macedo) va ser un poeta epigramàtic grec que té un epigrama a l'antologia grega.
Fabricius el considera diferent personatge de Filip de Tessalònica i pensa que hauria viscut al segle i. Jacobs en canvi pensa que es tracta de la mateixa persona. Les opinions en general estan repartides entre les dues possibilitats.